# 桂早之助
桂 早之助（かつら はやのすけ、天保12年〈1841年〉 - 慶応4年〈1868年〉）は、京都見廻組隊士。小太刀の達人で坂本龍馬暗殺の実行犯の一人とされる。

## 生涯
早之助は天保12年（1841年）に京都所司代組同心を務める家に生まれた。元服後の諱は利義である。17歳で西岡是心流を修めて小太刀の達人として知られるようになった早之助は、やがて京都の文武場で剣術世話心得（助教授）を務めるようになる。
元治元年（1864年）に将軍徳川家茂の面前で上覧心得試合が行われることになると、早之助は京都所司代の代表として参戦し、講武所の剣客をことごとく破って家茂より白銀5枚を賜っている。
その後、実力を認められた早之助は、慶応3年（1867年）2月に将軍後見職の一橋慶喜による軍制改革に伴い京都所司代組同心から京都見廻組に配置換えされ、同年7月には肝煎（小隊長）に昇進している。
慶応3年（1867）11月15日には、京都見廻組の与頭・佐々木只三郎、早之助、渡辺吉太郎、今井信郎などの7人が会津藩主の松平容保の命令で京都の醤油商・近江屋に滞在していた坂本龍馬と中岡慎太郎を襲撃して暗殺したとされている（近江屋事件）。
慶応4年（1868年）1月3日に勃発した鳥羽・伏見の戦いに京都見廻組は幕府軍として参戦するが、翌4日に早之助は下鳥羽で左股に銃撃を受け、討ち死にしている。
遺体は同志によって戸板に乗せられて大坂まで運ばれ、真田丸の跡地に建立されている心眼寺に同じく討ち死にした渡辺吉太郎とともに埋葬された。戒名は徳元院大誉忠愛義貫居士。
京都府京都市東山区にある霊山歴史館には早之助が龍馬を斬った時に使用したという刀「越後守包貞」（偽銘）が展示されている。